# Erfenzi (sockenhuvudort i Kina, Inner Mongolia Autonomous Region, lat 41,36, long 110,73)
Erfenzi är en sockenhuvudort i Kina. Den ligger i den autonoma regionen Inre Mongoliet, i den norra delen av landet, omkring 98 kilometer nordväst om regionhuvudstaden Hohhot. Antalet invånare är 7 741. Befolkningen består av 3 602 kvinnor och 4 139 män. Barn under 15 år utgör 8,0 %, vuxna 15-64 år 73 %, och äldre över 65 år 17,0 %.
Runt Erfenzi är det ganska glesbefolkat, med 31 invånare per kvadratkilometer. Det finns inga andra samhällen i närheten. Trakten runt Erfenzi består i huvudsak av gräsmarker.
Genomsnittlig årsnederbörd är 478 millimeter. Den regnigaste månaden är juli, med i genomsnitt 124 mm nederbörd, och den torraste är januari, med 3 mm nederbörd.